# Affrontements armés arméno-azerbaïdjanais de 2018
Conflit frontalier au Haut-Karabagh
Batailles
- Guerre de 1988-1994
- Affrontements de Mardakert de 2008
- Affrontements de 2010
- Affrontements de Mardakert de 2010
- Affrontements de 2012
- Affrontements de 2014
- Destruction d'un hélicoptère en 2014
- Guerre d'Avril
- Affrontements de 2018
- Affrontements de juillet 2020
- Guerre de 2020
- Opération Farukh
- Guerre de 2023

Les affrontements armés arméno-azerbaïdjanais de 2018 ont eu lieu du 20 au 27 mai 2018 entre les forces armées arméniennes et les forces armées azerbaïdjanaises. L'Azerbaïdjan déclare avoir pris plusieurs villages et positions stratégiques au sein de la République autonome du Nakhitchevan. Cependant, ces zones faisaient auparavant partie d'un no man's land entre les lignes azerbaïdjanaises et arméniennes.
Un soldat des forces armées azerbaïdjanaises et un ou deux soldats des forces armées arméniennes ont été tués au cours des opérations militaires.

## Contexte
L'Azerbaïdjan accuse les forces arméniennes d'avoir pris le contrôle du village de Gyunnut, situé dans le district de Sharur de la République autonome de Nakhitchevan, en 1992.
Le 16 mai 2018, le président azerbaïdjanais Ilham Aliyev se rend en République autonome du Nakhitchevan et déclare que le Nakhitchevan de l'armée azerbaïdjanaise possède des missiles pouvant facilement atteindre la capitale de l'Arménie, Erevan. Deux jours plus tard, le 17 mai, le nouveau ministre arménien de la Défense et des Affaires étrangères se rend à la frontière entre l'Arménie et le Nakhitchevan pour inspecter les positions militaires.

## Affrontements
Selon certains blogueurs et sites d'information militaires azerbaïdjanais, les positions azerbaïdjanaises dans le district de Sharur de la République autonome de Nakhitchevan ont été exposées aux tirs d'artillerie des forces armées arméniennes.
Fin mai, l'armée interarmes séparée du Nakhitchevan affirme avoir le contrôle de Gyunnut, un village du district de Sharur (qui fut complètement détruit par les forces arméniennes en 1992) et deux positions stratégiques, Khunutdagh et Aghbulag. Les forces armées azerbaïdjanaises revendiquent également le contrôle et la capture de nouvelles positions sur les positions stratégiques de Kyzylkaya et Mehridagh. Au cours des escarmouches, les Azerbaïdjanais capturent également de nouvelles positions dans une zone neutre précédemment inoccupée à Nakhitchevan près du village arménien d'Areni, dans la province de Vayots Dzor,.

### Pertes

#### Azerbaïdjanaises
Le 20 mai 2018, le ministère de la Défense azerbaïdjanais signale la mort du fantassin Adil Tatarov, décédé alors qu'il « effectuait une mission officielle à la frontière du [Nakhitchevan] et de l'Arménie ». D'après les Arméniens, celui-ci s'était dangereusement avancé vers la frontière. En réponse, le ministère de la Défense arménien accuse l'Azerbaïdjan de rompre le cessez-le-feu et déclare que « ces dernières semaines, sur certaines sections de la frontière arméno-azerbaïdjanaise, les forces azerbaïdjanaises ont mené des travaux d'ingénierie actifs pour améliorer et faire avancer leurs positions ». Néanmoins, le 6 juin, Adil Tatarov recevra la médaille « Pour l'héroïsme » sur ordre du ministère de la Défense azerbaïdjanais, le colonel-général Zakir Hasanov.

#### Arméniennes
Le ministère de la Défense azerbaïdjanais affirme que trois soldats arméniens ont été tués au cours de l'opération. Du côté arménien, les autorités confirment la mort de Martin Khachatryan, mais nient les allégations selon lesquelles Hamlet Grigoryan aurait été tué dans le nord du Nakhitchevan, rapportant un suicide dans les parties orientales de la République indépendante de facto du Haut-Karabakh.